# خورخي سواريز
خورخي سواريز (بالإسبانية: Jorge Suárez) هو مدرب كرة قدم ولاعب كرة قدم سلفادوري في مركز حراسة المرمى، ولد في 17 أبريل 1945 في Metapán ‏ في السلفادور، وتوفي في 12 يناير 1997 في السلفادور بسبب سرطان. شارك مع منتخب السلفادور لكرة القدم. أما مع النوادي، فقد لعب مع ديبورتيفو بيتابا ونادي أكويلا ونادي سانتانيكوس أسوشيتد.